# 2017 AE21
2017 AE21 ist ein Asteroid, der zu den Erdnahen Asteroiden (Apollo-Typ) zählt und am 3. Januar 2017 von Pan-STARRS, Haleakalā (IAU-Code F51) entdeckt wurde. Der Asteroid wird (Stand: 14. August 2025) auf der NEO Risk List mit einer kumulativen Einschlagswahrscheinlichkeit von 1 zu 50 Millionen in den Jahren 2039 bis 2119 geführt. Der Durchmesser des Asteroids wird auf etwa 30 bis 60 Meter geschätzt. 